# ジョージナ・ブルームバーグ
ジョージナ・リー・ブルームバーグ（Georgina Leigh Bloomberg、1983年1月20日 - ）は、アメリカ合衆国の馬術選手である。ブルームバーグの創設者で元ニューヨーク市長のマイケル・ブルームバーグの娘であり、慈善家でもある。

## 若年期と教育
ブルームバーグはニューヨーク市で、父のマイケル・ブルームバーグと母のスーザン（旧姓ブラウン）の間に生まれた。4歳年上の姉のエマがいる。マンハッタンのスペンス・スクールを卒業し、2010年にニューヨーク大学ニューヨーク大学ギャラティン・スクールを卒業した。2012年、ニュースクール大学のパーソンズ美術大学でファッションデザインを学んだ。

## 乗馬歴
ブルームバーグは1987年に4歳で乗馬を始めた。1989年には競技を始め、アメリカ東海岸の主要なホース・ショーでベストチャイルドライダー賞を受賞した。2000年には障害飛越競技に出場し始めた。2001年、18歳の時にアメリカ合衆国馬術チーム(USET)のタレント・ダービーで優勝した。2003年、ブルームバーグは個人で金メダルを獲得した。
2004年、21歳でプロ選手となり、同年、マキシン・ビアード賞を受賞した。
トロントで開催された2015年パンアメリカン競技大会では、馬術競技のアメリカ代表チームに初めて参加し、障害馬術団体で銅メダルを獲得した。

## 著作
ブルームバーグは、馬術競技を題材にしたヤングアダルト小説を執筆している。
- The A Circuit, Georgina Bloomberg and Catherine Hapka, 2011, ISBN 978-1-59990-634-8
- My Favorite Mistake, Georgina Bloomberg and Catherine Hapka, 2012
- Off Course, Georgina Bloomberg and Catherine Hapka, 2012
- Rein It In, Georgina Bloomberg and Catherine Hapka, 2013

## 慈善活動
23歳のとき、ブルームバーグは慈善団体「ライダーズ・クローゼット」(Rider's Closet)を設立した。この団体は、新品や中古の乗馬服やブーツを集めて、治療用の乗馬プログラム、ポニークラブ、大学間の乗馬プログラムや、その他必要としている人に提供している。
ブルームバーグは現在、ハンプトン・クラシック・ホースショーやエマ・アンド・ジョージナ・ブルームバーグ財団、ブルームバーグ・ファミリー財団の理事を務めている。ブルームバーグはアメリカ馬術チームの評議員会の理事を務めている。また、アニマルエイドUSAの副会長である。
2016年、アメリカ人道協会（動物愛護協会）はブルームバーグに対し、「全ての動物を保護するためのたゆまぬ努力」に対してCompassion in Action Awardを授与した。
ブルームバーグは、パピーミルによる犬への非人道的な扱いをなくすために、アメリカ人道協会と協力して、ペット養子縁組を提唱するHumane Generation/Friends of Finn committeeを創設した。

## 私生活
ブルームバーグは2013年に12月に、アルゼンチン出身の恋人で、スキー・ジャンプ選手のラミロ・キンタナとの間の男児を出産した。
ブルームバーグは現在、4匹のレスキュー犬、1匹のレスキューヤギ、2匹のレスキューラバ、2匹のミニホースを飼っている。『フォーブス』誌はブルームバーグを、"Most Intriguing Billionaire Heiresses"（最も魅力的な億万長者の相続人20人）の1人に選んだ。
ブルームバーグは、先天的に脊椎が不安定なために骨折しやすい脊椎すべり症という病気を持っていた。2002年、トレーニング中に背中を骨折し、半年間装具を装着して回復した。その後、ブルームバーグは再び背中を骨折し、馬から落ちた後に軽い脳震盪を起こした。その数日後には、ブルームバーグは競技への復帰を熱望していたと報じられた。ブルームバーグは最終的に2011年に背骨の形を整える手術を受け、回復のために8か月の休養を取った。